# Hisayuki Takeuchi
Pour les articles homonymes, voir Takeuchi.
Hisayuki Takeuchi (竹内 寿幸, Takeuchi Hisayuki, alias « Hissa »), né le 12 novembre 1961 à Seiyo (préfecture d'Ehime), sur l'île de Shikoku, au Japon, est un chef cuisinier et un restaurateur installé en France.

## Biographie
Hisayuki Takeuchi est né le 12 novembre 1961, à Seiyo (préfecture d'Ehime) au Japon dans une famille d'agriculteurs. Il est le dernier né d'une famille de trois enfants, deux garçons et une fille. Durant sa jeunesse, il apprend la cuisine occidentale, française en particulier, et chinoise. À 15 ans, à Imabari (préfecture d'Ehime), il commence sa carrière, comme apprenti dans un restaurant spécialisé dans la cuisine occidentale.  À 20 ans, il est embauché par un restaurateur de Tokyo dont l'établissement sert de la cuisine française. Il découvre la pâtisserie et devient successivement serveur, chef de partie, second de cuisine, puis chef cuisinier,,. En 1985, il s'installe en France, à Paris. Après avoir travaillé dans plusieurs restaurants japonais, il ouvre en 1999, avec sa femme Élisabeth Paul-Takeuchi, son propre établissement, le Kaiseki, dans le 15e arrondissement de Paris,. Il se spécialise dans la cuisine japonaise de type kaiseki, avec une approche de designer,.
L'année 2002, il fonde l'École du Sushi. Deux ans plus tard, au Divan du Monde, lors de la convention d'anime Tokyozone, il présente une performance culinaire qu'il baptise « cuisine-live »,.
Hisayuki Takeuchi devient maître restaurateur en 2013, et est chef invité pour l'école d'Alain Ducasse.

## Style
Hisayuki Takeuchi est un cuisinier de haute cuisine. Dans son restaurant parisien, le Kaiseki, il crée des plats inspirés de la cuisine kaiseki traditionnelle. Il réalise aussi des performances artistiques mêlant créations gastronomiques, projections vidéos et musique électronique,. Il invente les Kaiseki-bentos (gastronomie à emporter par click and collect).

## Télévision
Invité à la première émission de Masterchef, Saison 1, Épisode 9 : le 14 octobre 2010 pour évaluer les candidats sur leur aptitude à préparer des sushis, il organise une épreuve et reçoit les candidats dans son restaurant-laboratoire Kaiseki.
En mai 2015, l'émission Le Lélé d'Or, concours de gastronomie guadeloupéenne, le reçoit en tant que parrain des chefs concurrents.

## Ouvrages
Hisayuki Takeuchi est l'auteur ou co-signataire de plusieurs ouvrages dont Nouvelle Cuisine japonaise (2003) et Le Yuzu, 10 façons de le préparer (2004),.  En 2007, il est invité sur plusieurs articles du Grand Larousse Gastronomique pour l'article Japon, Coquillage et Crustacés avec le concours du Comité gastronomique présidé par Joël Robuchon.  
En 2008, Sushi Bar, aux Editions La Martinière, devient rapidement un best-seller :  
En 2009, il publie Sushis et Makis faciles, avec sa femme Elisabeth Paul-Takeuchi, aux Editions Culinaires puis aux Editions Agnès Viénot, Le Manuel Pratique du Bento en 2010. En 2011, il écrit L'algue Nori, 10 façons de la préparer. En 2017, dans un livre intitulé Comme un chef et édité par Larousse, il présente, avec Pierre Hermé, Ferran Adrià et quinze autres chefs, des tours de main de son savoir-faire japonais et des recettes gastronomiques.